# Burlison
Burlison – miasto w Stanach Zjednoczonych, w stanie Tennessee, w hrabstwie Tipton.